# 曲茎石斛
曲茎石斛（学名：Dendrobium flexicaule），为兰科石斛属下的一个植物种。